# Сан-Витторе
Сан-Витторе (нем. San Vittore GR) — коммуна в Швейцарии, окружной центр, находится в кантоне Граубюнден.
Входит в состав округа Моэза. Расположена на реке Моеза. Население коммуны составляет 754 человека (на 31 декабря 2013 года). Официальный код  —  3835.